# Kế toán chi phí
Kế toán chi phí là quá trình ghi lại, phân loại, phân tích, tóm tắt và phân bổ chi phí liên quan đến một quy trình, sau đó phát triển các khóa hành động khác nhau để kiểm soát chi phí. Mục tiêu của nó là tư vấn cho ban quản lý về cách tối ưu hóa các quy trình và quy trình kinh doanh dựa trên hiệu quả và khả năng chi phí. Kế toán chi phí cung cấp thông tin chi tiết chi tiết mà quản lý cần để kiểm soát các hoạt động hiện tại và lập kế hoạch cho tương lai.
Vì các nhà quản lý chỉ đưa ra quyết định cho tổ chức của mình, nên không cần thông tin có thể so sánh với thông tin tương tự từ các tổ chức khác. Thay vào đó, thông tin phải phù hợp với một môi trường cụ thể. Thông tin kế toán chi phí thường được sử dụng trong thông tin kế toán tài chính, nhưng chức năng chính của nó là để các nhà quản lý sử dụng để tạo điều kiện đưa ra quyết định.